# Contrôle des établissements sociaux et médico-sociaux en France
Cet article concerne le contrôle des établissements ou services sociaux ou médico-sociaux par les pouvoirs publics, au titre du Code de l'action sociale et des familles (CASF). Certains contrôles impliquent aussi l'Agence régionale de santé (ARS) ou font intervenir des personnels soumis au code de la santé publique (CSP). 
Un établissement ou service social ou médico-social se définit par son activité, qui doit être au moins une de celles énumérées à l'article L.312-1 du CASF. Ce peut être un établissement ou un service public ou privé, ayant ou non la personnalité juridique.
Sont ainsi, entre autres, des établissements sociaux et médico-sociaux : les EHPAD (qui sont une sorte de maisons de retraite) les établissements accueillant des enfants et adultes ayant un handicap mental (établissement et service d'accompagnement par le travail (ESAT, anciennement CAT), foyers d’hébergement, IME…), les établissements accueillant des enfants en difficulté ou en danger (Maisons d’enfants à caractère social (MECS), Instituts thérapeutiques, éducatifs et pédagogiques (ITEP)…), les lieux d’hébergements temporaires d’adultes en difficulté (Centres d’hébergement et de réinsertion sociale (CHRS), centres d’accueil mère-enfant…), etc. Certains d’entre eux sont soumis à une autorisation d’activité.

## Modalités de contrôle
Ce contrôle prend la forme d'une inspection dans les locaux de l'établissement ou du service.
Faire obstacle au contrôle est un délit (art. L.313-22-1 CASF) puni d'un an d’emprisonnement et 75 000 € d'amende.

### Types de contrôle au titre du code de l'action sociale et des familles (CASF)
1 ) Le contrôle de l'autorisation exercé par l'autorité ayant délivré l'autorisation (c'est-à-dire le Préfet de département, le directeur général de l'agence régionale de santé ou le président du Conseil départemental) au titre de l'article L.313-13 du CASF
2 ) Le contrôle budgétaire et comptable par l'autorité de tarification (L.313-14-1 CASF)
3 ) Le contrôle de la santé, sécurité, bien être moral et physique, par le Préfet de département au titre de l'article L.313-13 du CASF, alinéa 6, sur tout établissement ou service. Le directeur général de l'ARS dispose des mêmes compétences, mais uniquement sur les établissements qu'il autorise seul (IME, MAS…) (art. L.313-16 CASF). Ce contrôle, qui porte en particulier sur l’existence et l’effectivité de l’utilisation des « outils » de la loi no 2002-2 (projet d’établissement, règlement de fonctionnement, livret d’accueil, contrat de séjour et document individuel de prise en charge, personne qualifiée, conseil de la vie sociale ou autre forme de participation) participe de la lutte contre la maltraitance en institution. Le contrôle porte alors sur le respect du droit des usagers.
4 ) Le contrôle du respect des conditions techniques minimales d’organisation et de fonctionnement, lorsque l’établissement ou service concerné en relève compte tenu de sa catégorie (L. 312-1, II, L. 313-14 et L. 313-16, 1°)
5 ) Le contrôle de conformité juridique de l’exercice de l’activité par l’autorité ayant délivré l’autorisation (L. 313-14 et L. 313-16, 2° CASF) 

### Agents pouvant effectuer ces inspections-contrôles
Ces contrôles qui, lorsqu’ils sont exercés sur place portent le nom d’inspection, sont effectués par des agents des directions départementales de l'emploi, du travail des solidarités (DDETS), des agents des Agences régionales de santé et des agents des départements.
1 ) Agents des DDETS (art. L.313-13 et L.331-3 CASF )
- Inspecteurs des affaires sanitaires et sociales (IASS)

2 ) Agents des ARS (art. L.313-13, L331-3 CASF et L.1421-1 du CSP)
a ) Corps statutaires de l’État
- Inspecteurs généraux et inspecteur adjoint de l'Inspection générale des affaires sociales (IGAS).
- Pharmaciens inspecteurs de santé publique (PhISP).
- Médecins inspecteurs de santé publique (MISP)[5].
- Inspecteurs des affaires sanitaires et sociales (IASS)[5].
- Ingénieurs du génie sanitaire (IGS).
- Ingénieurs d'études sanitaires (IES).
- Techniciens sanitaires (TS).

b ) Inspecteur et contrôleurs des ARS (ICARS)
Le Directeur général de l'ARS peut désigner comme inspecteur ou contrôleur de l'ARS (en fonction du niveau de diplôme), du personnel de l'agence ayant validé un parcours de formation obligatoire de 120 h. Parmi ces ICARS (inspecteur ou contrôleur de l'ARS), la loi distingue les IQM (inspecteurs ayant la qualité de médecin) et les IQP (inspecteurs ayant qualité de pharmacien).
3 ) Personnes qualifiées
Les agents des corps statutaires peuvent être accompagnés dans leur contrôle par des personnes qualifiées désignées selon le cas par le directeur général de l'ARS ou le Préfet de département (art. L.1421-1 CSP)
4 ) Agents départementaux
Le Président du Conseil départemental peut désigner n'importe lequel de ses agents, titulaires ou contractuels. Un règlement départemental arrête les modalités de ce contrôle.
5 ) Agents de la DIRECCTE
Les agents de l’Administration compétente en matière de police de la concurrence, de la consommation et de la répression des fraudes exercent des contrôles sur le respect des droits des personnes accueillies ou accompagnées, notamment en matière de contractualisation des relations et de respect du droit de la consommation. 

### Pouvoirs des agents de contrôles
Voici les différents pouvoirs, ou droits, des agents de l’État lors d’un contrôle :
- Droit d'accès aux locaux (sous conditions entre 21 h et 6 h).
- Droit de requête, c'est-à-dire de demander tout renseignement relatif au fonctionnement de l’établissement.
- Droit de se faire présenter toute personne hébergée et consulter le registre relatif à l'identité des personnes séjournant dans l'établissement, la date de leur entrée et celle de leur sortie.
- Droit de communication, copie et transcription de documents.
- Droit de prélèvements aux fins d'analyse.
- Droit d'accès aux données médicales (médecins-inspecteurs et pharmaciens-inspecteurs uniquement).
- Droit d'auditionner des personnes accueillies et du personnel.

### Devoirs des agents de contrôles
- Respect du secret professionnel dont le médical.
- Signature du registre mentionné à l'article L. 331-2[7] et consignation des constatations et observations[8].

### Résultat du contrôle
Toute inspection-contrôle donne lieu à un rapport d'inspection destinée exclusivement à l'autorité de contrôle (dit le « commanditaire »). Les signataires du rapport d'inspection, bénéficient d'une indépendance technique quant à leurs constats et conclusions, par rapport à leur hiérarchie. Conformément aux bonnes pratiques d'inspection définie par l'IGAS, ces rapports sont en général rédigés sous forme de trois colonnes, incluant une phase contradictoire avec l’inspecté. On distingue ainsi le rapport initial ou provisoire (avant procédure contradictoire) et le rapport définitif (après procédure contradictoire).

## Les suites du contrôle

### Traitement par l'autorité de contrôle
La mission d'inspection qui a procédé au contrôle sur place remet son rapport d'inspection à l'autorité de contrôle (dit le « commanditaire »), c'est-à-dire soit au Préfet de département, soit au directeur général de l'agence régionale de santé, soit au Président du Conseil départemental, soit à plusieurs d'entre eux si le contrôle est conjoint. À ce stade le rapport d'inspection constitue un document préparatoire à une décision administrative et n'est pas communicable au sens de la loi d'accès aux documents administratifs.
Si l'autorité de contrôle ne classe pas sans suite le rapport, elle peut, après recueil préalable des observations de l'intéressé imposé par l'art. 24 de la loi no 2000-321 : 
- Formuler des injonctions administratives, sanctionné en cas de non réalisation, selon le cas, par une administration provisoire (L.313-14 CASF) ou une fermeture (L.331-5 CASF)
- Décider directement d'une fermeture administrative, partielle ou totale, temporaire ou définitive sans injonction préalable (L.313-15 et L313-16 CASF)

L'autorité peut aussi préférer (dans un premier temps ou en fonction de la faible gravité des manquements) des suites non coercitives.

### Mesures non coercitives
Une lettre de suite peut être adressée au titulaire de l'autorisation, dans laquelle administration rappelle simplement les textes non appliqués. Il s'agit de manquements de faible gravité (défaut d'affichage du numéro 119 dans un IME, de la charte de personne accueillie...). Des recommandations peuvent aussi faite pour améliorer l'organisation, le fonctionnement ou la prise en charge. L'application volontaire de ces préconisations démontrent la volonté de la structure de s'inscrire dans une démarche de qualité et de bientraitance. Dans le cas contraire, si une contre-visite est organisée, une injonction pourra être effectuée.

### Injonctions administratives
Une injonction est un ordre de faire ou de ne pas faire, dans un délai précis, sous peine de sanctions administratives prédéfinies. On distingue : 
- les injonctions de l'article L.313-14 du CASF : elles peuvent « inclure des mesures de réorganisation et, le cas échéant, des mesures individuelles conservatoires, dans les conditions prévues par le code du travail ou par les accords collectifs » et doivent contenir un délai « raisonnable et adapté à l'objectif recherché ». La non réalisation de ces injonctions est sanctionnée par une administration provisoire de 12 mois maximum.
- les injonctions de l’article L.313-14-1 du CASF, qui concernent les établissements gérés par des organismes de droit privé à but non lucratif. Les injonctions visent à  « remédier au déséquilibre financier ou aux dysfonctionnements constatés et de produire un plan de redressement adapté », dans un délai « raisonnable et adapté à l'objectif recherché ».
- les injonctions de l'article L.331-5 du CASF, dont la non réalisation est cette fois sanctionnée par une fermeture administrative (car concernant des situations dans lesquelles « la santé, la sécurité ou le bien-être moral ou physique des personnes hébergées » est compromise), pouvant être accompagné d'une administration provisoire maximale de 6 mois. La fermeture peut être totale ou partielle, définitive ou provisoire et devra toujours s’accompagner d’une solution de relogement pour les personnes concernées, conformément à l’article L.331-6 du CASF.

### Administration provisoire
Procédure de plus en plus courante, il s'agit de nommer un administrateur provisoire (à ne pas confondre avec un administrateur judiciaire) pour une durée variable, qui va exercer dans l’établissement ou le service des pouvoirs définis par le code (art. R.331-6 et R.331-7 CASF).

### Fermeture administrative
Procédure rare et grave, celle-ci est fortement encadrée.
1. le défaut d'autorisation (L.313-15 CASF) qui conduit à mettre fin à l'activité ou partie d'activité non autorisée.
2. Lorsque les conditions techniques minimales d'organisation et de fonctionnement (CTMOF) prévues au II de l'article L. 312-1 ne sont pas respectées (L.313-16 CASF) ;
3. Lorsque sont constatées dans l'établissement ou le service et du fait de celui-ci des infractions aux lois et règlements susceptibles d'entraîner la mise en cause de la responsabilité civile de l'établissement ou du service ou de la responsabilité pénale de ses dirigeants ou de la personne morale gestionnaire. (L313.16 CASF)
4. Lorsque sont menacés ou compromis la santé, la sécurité ou le bien être physique et moral des bénéficiaires (L.331-5 CASF). Cette fermeture doit être obligatoirement précédée de la formulation d'injonctions, sauf en cas d'urgence ou lorsque le responsable de l'établissement refuse de se soumettre au contrôle. Dans ce cas, l'autorité compétente (selon le cas Préfet de Département ou DG ARS) peut, sans injonction préalable, prononcer par arrêté motivé et à titre provisoire une mesure de fermeture immédiate[10].

## Recherche et constatation des infractions pénales
Il existe des inspecteurs de l'action sanitaire et sociale (IASS) et des médecins inspecteurs de santé publique (MISP) des ARS, qui sont chargés de certaines missions de police judiciaire (art. 28 du code de procédure pénale) une fois habilités et assermentés (Art. L.313-13 al. 8 et R.313-25 CASF). Dans ces missions judiciaires, ils agissent sous la direction fonctionnelle du Procureur de la République auxquels ils transmettent leurs procès-verbaux de constatation d'infraction qui font foi jusqu'à preuve contraire (Art. L.313-13 al 8 CASF).
Les principales infractions pouvant être relevées par les fonctionnaires de police judiciaire des ARS, contre un établissement social ou médico-social sont : 
- le défaut d'autorisation de création, d'extension ou de transformation, délit puni d'un emprisonnement de trois mois et d'une amende de 3 750 euros (L.313-22 CASF)

- le fait d'apporter un changement important dans l'activité, l'installation, l'organisation, la direction ou le fonctionnement d'un établissement ou service soumis à autorisation sans la porter à la connaissance de l'autorité, délit puni d'un emprisonnement de trois mois et d'une amende de 3 750 euros (L.313-22 CASF)

- le délit d'obstacle à fonction, puni d'un an d’emprisonnement et 75 000 € d'amende (L.313-22-4 CASF)

- Le défaut de convention tripartite par un EHPAD, délit puni d'un emprisonnement de trois mois et d'une amende de 3 750 euros (L.313-23 CASF)

Les personnes reconnues coupables de ces délits peuvent être condamnées également à l'interdiction d'exploiter ou de diriger tout établissement ou service social ou médico-social
- Le délit d'exercice d'une fonction à quelque titre que ce soit dans un établissement ou service malgré une interdiction légale résultant d'une condamnation pénale (viol, trafic de stupéfiants...), est puni de deux ans d'emprisonnement et de 30 000 € d'amende (L.135-2 CASF)